# Egernia napoleonis
Egernia napoleonis es una especie de escinco del género Egernia, familia Scincidae. Fue descrita científicamente por Gray en 1838.
Habita en Australia (Australia Occidental).